# 长石

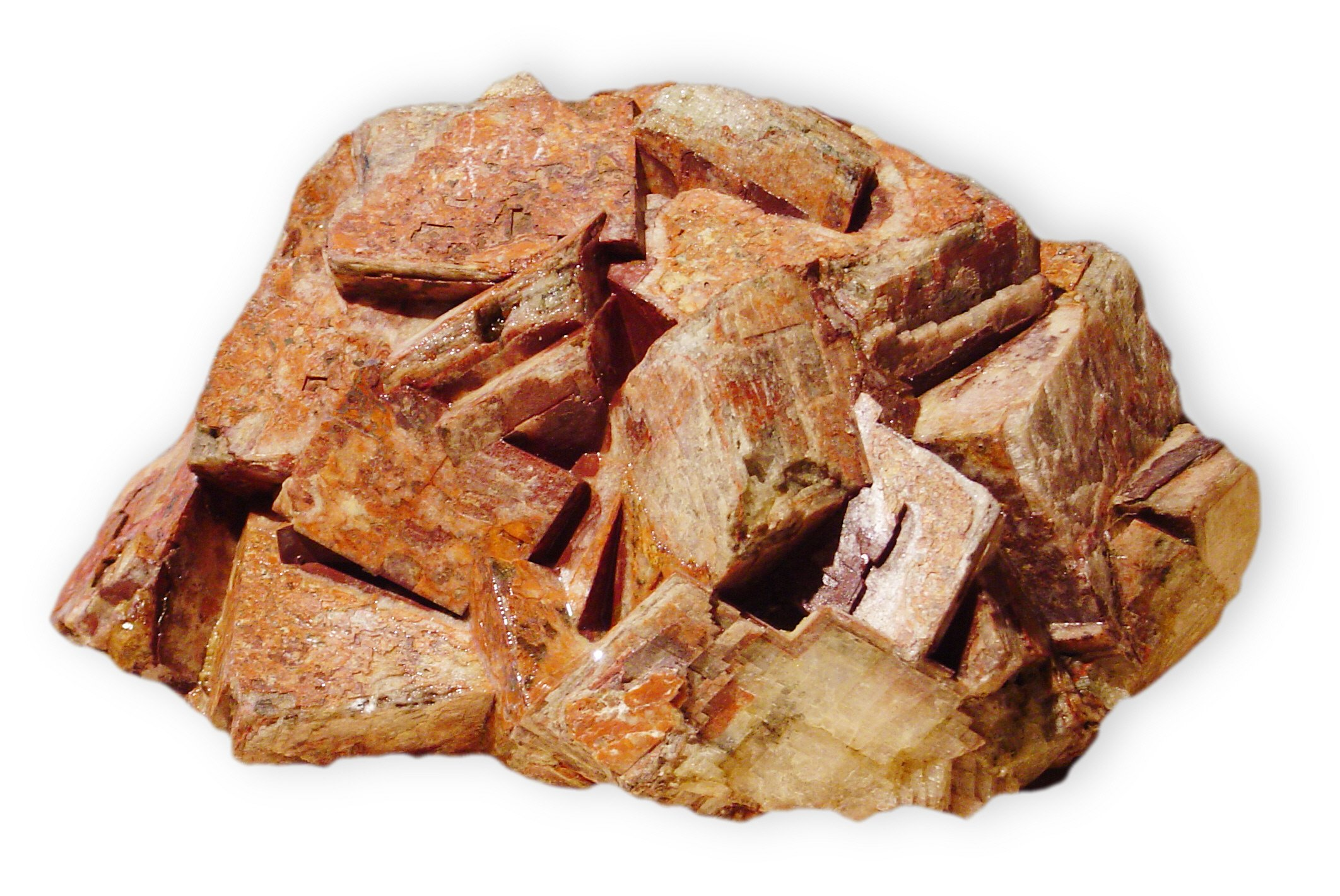
长石圖

组成长石固溶体的各种成分相图

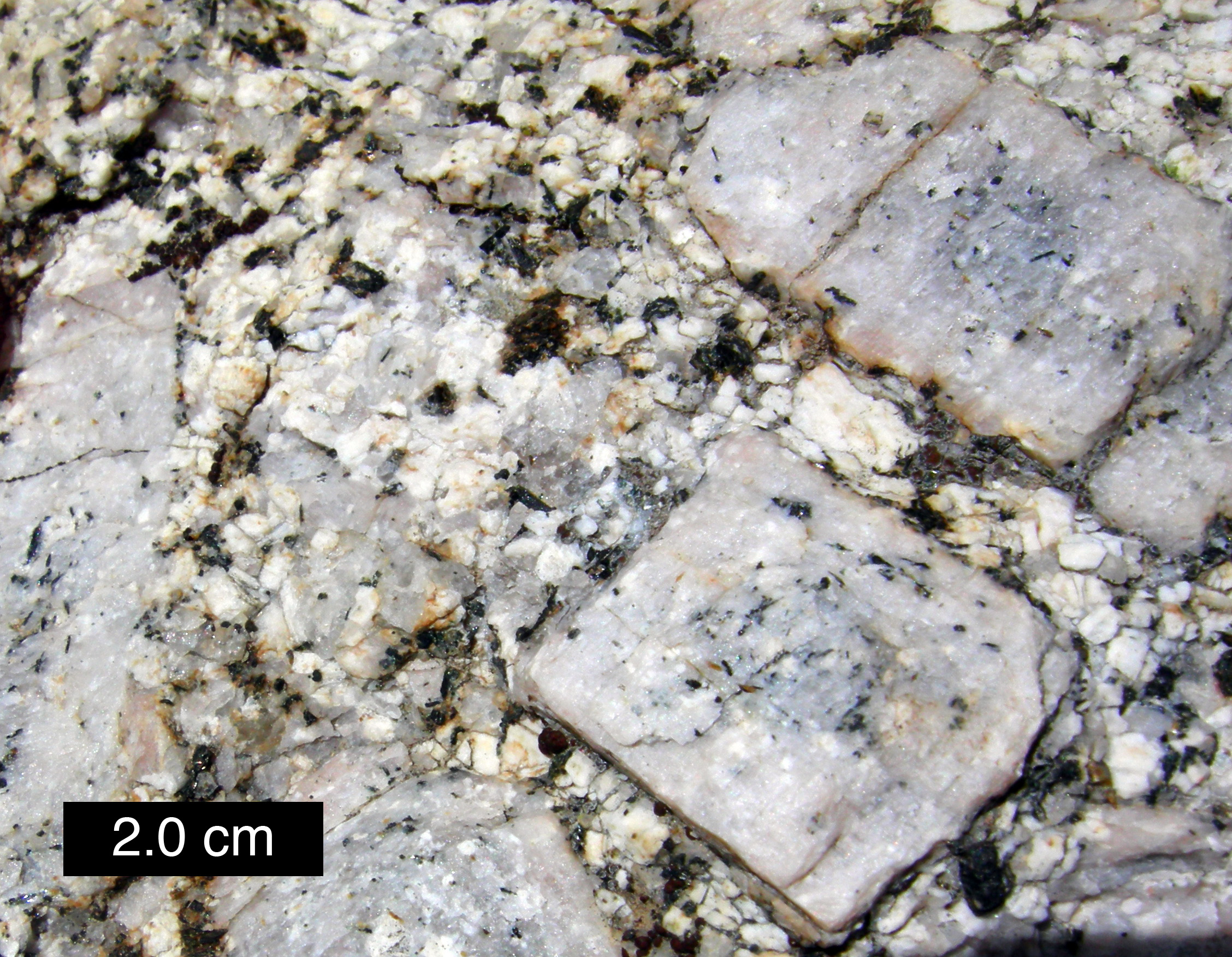
花岗岩中的钾长石晶体

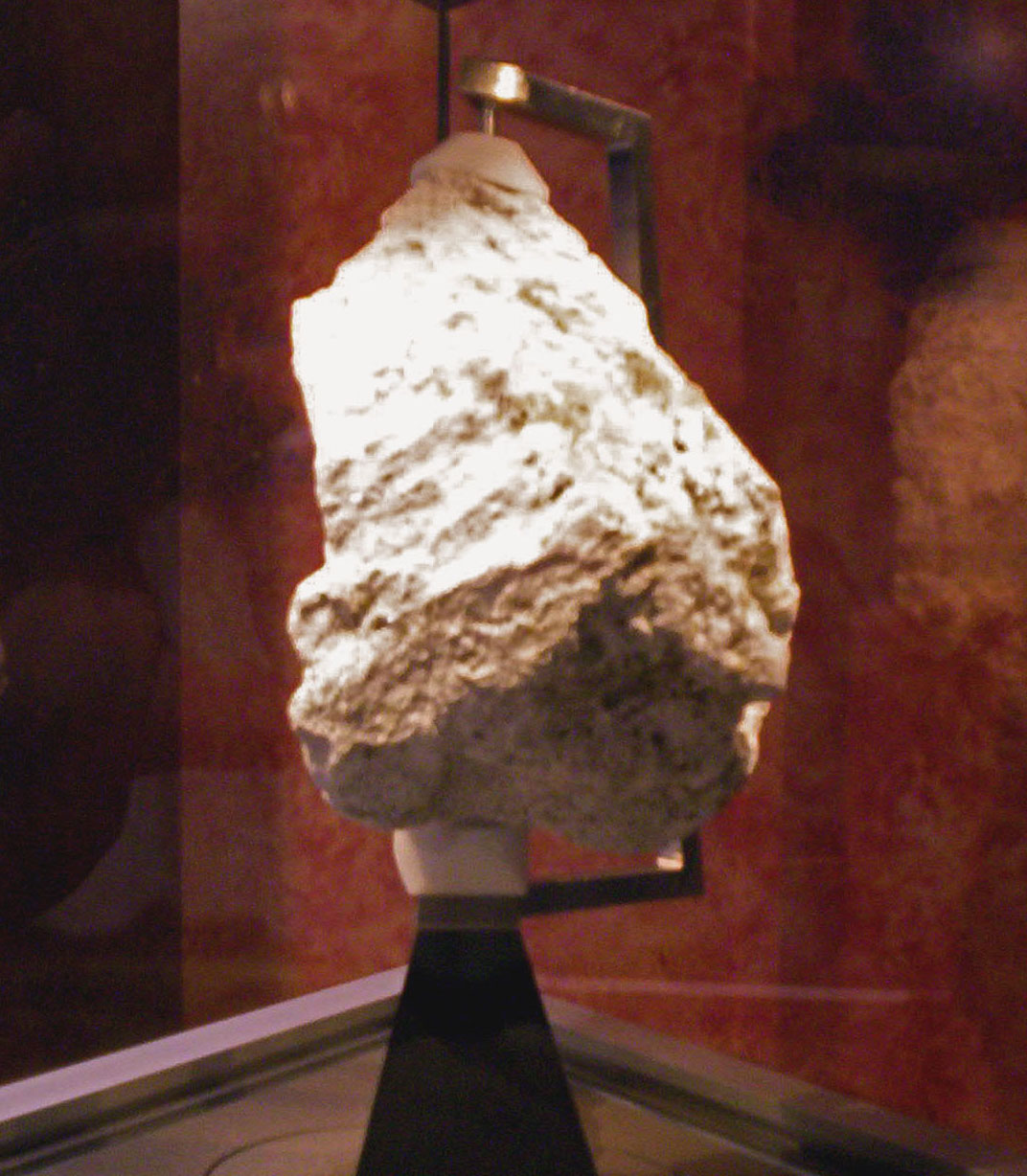
阿波罗16号从月球带回地球的长石标本

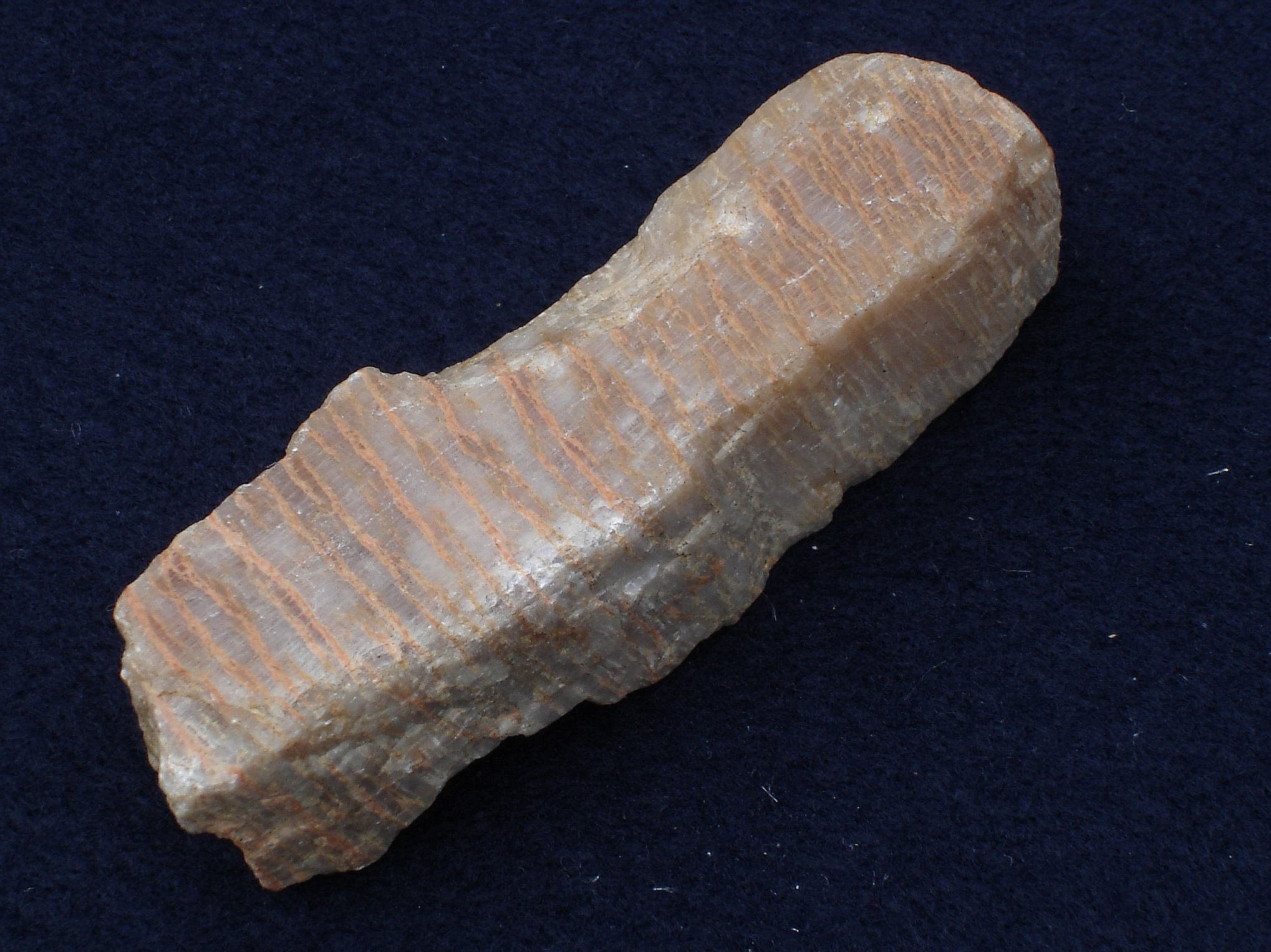
碱长石的条带纹（7cm长，3cm宽）.

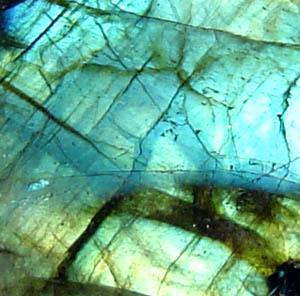
拉长石

长石（英語：feldspar）是长石族矿物的总称，是地壳中最重要的造岩成分，比例达到60%。
长石属于含钾、钠、钙、钡等元素的铝硅酸盐矿物（KAlSi3O8 - NaAlSi3O8 - CaAl2Si2O8）。
长石是在侵入火成岩或喷出火成岩中的岩浆的结晶体，形成矿脉；也可存在于多种变质岩中。几乎完全由钙质斜长石形成的岩石称作斜长岩。在多种沉积岩中也发现了长石。另外月球的地壳也由长石组成。

## 语源
長石的英文名是由德文（田地）和（不含矿物的岩石）兩個單字組成的。

## 成分
长石族矿物是网硅酸盐。常见长石由三种端元（endmember）组分別构成：
- 鉀长石（正长石）端元KAlSi3O8[1]

- 钠长石端元NaAlSi3O8[1]

- 钙长石端元CaAl2Si2O8[1]

钾长石与钠长石的固溶体被称作碱长石。钠长石与钙长石的固溶体被称作斜长石。  钾长石与钙长石仅存在有限的混溶，不形成矿物系列。而对于碱长石与斜石两种固溶体，在地壳内部常见的温度下，二者是难混溶的。钠长石被认为既是碱长石又是斜长石。除了钠长石，钡长石也被认为既是碱长石又是斜长石。钡长石是替换钾长石而形成的。

### 碱长石
碱长石（又稱鹼性長石）是一系列礦物，可分為兩類。第一類是含有鉀，並搭配鈉、鋁或矽的組合；第二類是含有鋇，並搭配鈉、鋁或矽的組合。
其中第一類包括：
- 正长石（单斜晶）[7]—KAlSi3O8
- 透长石 （单斜晶）[8]  —(K,Na)AlSi3O8
- 微斜长石（三斜晶）[9]—KAlSi3O8
- 歪长石（英语：Anorthoclase）（三斜晶）—（Na,K）AlSi3O8

透长石在较高温度下稳定，微斜长石在较低温度下稳定。 纹长石具有碱长石的典型纹理,因为中间混合组分在冷却时不同成分离溶而形成的。许多花岗岩的碱长石条纹纹理肉眼可见。晶体的微条纹纹理可用小型显微镜观察，而隐条纹（cryptoperthitic）纹理需要用电子显微镜观察。
第二類即下述的鋇長石。

### 斜长石
斜长石系列是（三斜晶）的。斜长石系列包括（括号内为含钙长石百分比）:
- 钠长石（0 to 10）—NaAlSi3O8
- 奥长石（10 to 30）—(Na,Ca)(Al,Si)AlSi2O8
- 中长石（30 to 50）—NaAlSi3O8—CaAl2Si2O8
- 拉长石（50 to 70）—(Ca,Na)Al(Al,Si)Si2O8
- 倍長石（70 to 90）—(NaSi,CaAl)AlSi2O8
- 钙长石（90 to 100）—CaAl2Si2O8

斜长石的中间组分在冷却时也可脱溶两种成分，但与碱长石相比，离溶的扩散速度非常慢，最终两种成分的交错生长结果非常微小以至于在光学显微镜下也观察不到。拉长石的可见色彩是由于其内部的非常细粒度的脱溶片晶（lamellae）对光的影响。

### 钡长石系列
钡长石（英語：barium feldspars）系列是单斜晶的，包括:
- 钡长石—BaAl2Si2O8
- 钡冰长石（英语：Hyalophane）— (K,Na,Ba)(Al,Si)4O8

长石在化学风化作用下可以形成粘土矿。

## 用途
- 长石是制造陶瓷、玻璃、搪瓷及和花崗岩主要成分地质聚合物的常见原料；含有铷和铯的长石可作为提取稀有元素的原料。
- 长石在地球科学与考古学中被用作热释光测年法与激光测定年代。
- 长石用作研磨剂的成分。
- 地球年代学及热年代学中，钾长石用于钾-氩年代测定与氩-氩年代测定。

### 宝石
虽然长石在自然界中分布广泛，但能做为宝石者并不多见。长石类宝石多产于岩浆岩侵入体、伟晶岩和片麻岩中。具体的种类有月光石（KAlSi3O8）、天河石（KAlSi3O8）、日光石（NaAlSi3O8）和拉长石（CaAl2Si3O8）。中国战国时期的和氏璧可能就是宝石级的拉长石。